# Овертон (округ, Теннессі)
Шаблон:StateAbbr_ 36°20′ пн. ш. 85°17′ зх. д. / 36.34° пн. ш. 85.29° зх. д.
Округ  Овертон (англ. Overton County) — округ (графство) у штаті  Теннессі, США. Ідентифікатор округу 47133.

## Історія
Округ утворений 1806 року.

## Демографія
За даними перепису 2000 року загальне населення округу становило 20118 осіб, зокрема міського населення було 3174, а сільського — 16944. Серед мешканців округу чоловіків було 9866, а жінок — 10252. В окрузі було 8110 домогосподарств, 5924 родин, які мешкали в 9168 будинках. Середній розмір родини становив 2,9.
Віковий розподіл населення поданий у таблиці:
| Стать    | До 15 років | 15-21 | 22-29 | 30-39 | 40-49 | 50-65 | 65-85 | Понад 85 |
| -------- | ----------- | ----- | ----- | ----- | ----- | ----- | ----- | -------- |
| Чоловіки | 1943        | 953   | 996   | 1410  | 1442  | 1839  | 1169  | 114      |
| Жінки    | 1885        | 832   | 979   | 1406  | 1457  | 1957  | 1491  | 245      |

## Суміжні округи
- Пікетт — північний схід
- Фентресс — схід
- Патнем — південь
- Джексон — захід
- Клей — північний захід

## Виноски
1. ↑  U.S. Decennial Census. United States Census Bureau. Архів оригіналу за 19 липня 2018. Процитовано 9 квітня 2015.
2. ↑  Historical Census Browser. University of Virginia Library. Архів оригіналу за 11 серпня 2012. Процитовано 9 квітня 2015.
3. ↑  Forstall, Richard L., ред. (27 березня 1995). Population of Counties by Decennial Census: 1900 to 1990. United States Census Bureau. Архів оригіналу за 21 лютого 2015. Процитовано 9 квітня 2015.
4. ↑  Census 2000 PHC-T-4. Ranking Tables for Counties: 1990 and 2000 (PDF). United States Census Bureau. 2 квітня 2001. Архів оригіналу (PDF) за 18 грудня 2014. Процитовано 9 квітня 2015.
5. ↑  State & County QuickFacts. United States Census Bureau. Архів оригіналу за 7 червня 2011. Процитовано 6 грудня 2013.(англ.) Наведено за англійською вікіпедією.
6. ↑  American FactFinder. Бюро перепису населення США. Архів оригіналу за 26 лютого 2012. Процитовано 31 січня 2008.

| США | Це незавершена стаття з географії США. Ви можете допомогти проєкту, виправивши або дописавши її. |